# Lambda (cohete)
Lambda fue el nombre de una familia de cohetes japoneses propulsados por combustible sólido desarrollados a principios de los años 1960 y fabricados por Mitsubishi. Fueron los primeros lanzadores orbitales de Japón y los predecesores de los cohetes Mu.

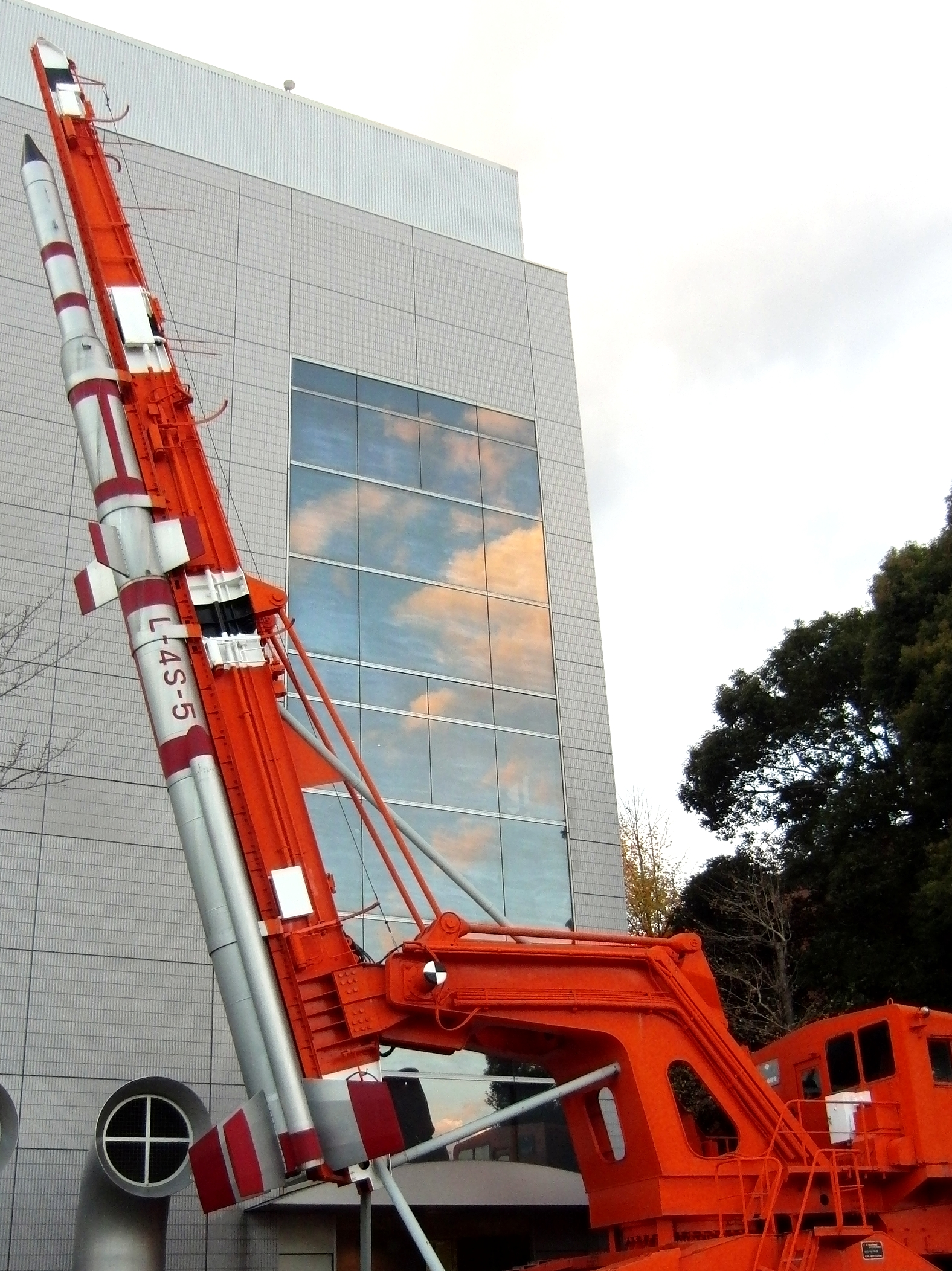
Cohete Lambda 4S en su torre de lanzamiento

## Versiones

### LS-A
Versión de prueba suborbital, de dos etapas. Fue lanzado cuatro veces, entre el 10 de agosto de 1963 y el 22 de noviembre de 1965.

#### Especificaciones
- Apogeo: 150 km
- Empuje en despegue: 60 kN
- Masa total: 800 kg
- Diámetro: 0,35 m
- Longitud total: 7,5 m

### LS-C
Versión de prueba suborbital, de dos etapas. Fue lanzado ocho veces, entre el 19 de septiembre de 1968 y el 9 de febrero de 1974.

#### Especificaciones
- Apogeo: 100 km
- Masa total: 2300 kg
- Diámetro: 0,6 m
- Longitud total: 10,3 m

### Lambda 2
Versión de prueba suborbital, de tres etapas, construido por el ISAS. Fue lanzado dos veces, el 24 de agosto y el 11 de diciembre de 1963.

#### Especificaciones
- Carga útil: 180 kg
- Apogeo: 500 km
- Empuje en despegue: 970 kN
- Masa total: 6300 kg
- Diámetro: 0,74 m
- Longitud total: 15,5 m

### Lambda 3
Versión de prueba de cuatro etapas, construido por el ISAS. Fue lanzado tres veces, entre el 11 de julio de 1964 y el 18 de marzo de 1965.

#### Especificaciones
- Apogeo: 2150 km
- Empuje en despegue: 970 kN
- Masa total: 7000 kg
- Diámetro: 0,74 m
- Longitud total: 17,4 m

### Lambda 3H
Versión de prueba de cuatro etapas, construido por el ISAS. Fue lanzado nueve veces, entre el 5 de marzo de 1966 y el 16 de agosto de 1977.

#### Especificaciones
- Apogeo: 2000 km
- Empuje en despegue: 970 kN
- Masa total: 8200 kg
- Diámetro: 0,74 m
- Longitud total: 16,5 m

### Lambda 4
Fue el primer lanzador orbital japonés. Fue construido por Nissan, y puso en órbita un satélite de 26 kg.

### Lambda 4S
Cohete de cinco etapas, construido por el ISAS. Fue lanzado cinco veces, con cuatro fallos, entre el 26 de septiembre de 1966 y el 11 de febrero de 1970. Era el cohete más pequeño (en términos de masa) con capacidad orbital hasta el 3 de febrero de 2018, cuando fue superado por el (también japonés) SS-520.

#### Especificaciones
- Carga útil: 26 kg a LEO.
- Apogeo: 5000 km
- Empuje en despegue: 970 kN
- Masa total: 9400 kg
- Diámetro: 0,74 m
- Longitud total: 16,5 m

### Lambda 4SC
Cohete de cinco etapas, construido por el ISAS. Fue lanzado tres veces, con un fallo, entre el 20 de agosto de 1971 y el 1 de septiembre de 1974.

#### Especificaciones
- Apogeo: 2000 km
- Empuje en despegue: 970 kN
- Masa total: 9400 kg
- Diámetro: 0,74 m
- Longitud total: 16,5 m

### Lambda 4T
Cohete de cinco etapas, construido por el ISAS. Lanzado una sola, el 3 de septiembre de 1969.

#### Especificaciones
- Apogeo: 2000 km
- Empuje en despegue: 970 kN
- Masa total: 9400 kg
- Diámetro: 0,74 m
- Longitud total: 16,5 m